# Dominik Borutzki
Dominik Borutzki (* 7. Juni 1990 in Essen) ist ein deutscher Fußballspieler.

## Karriere
Dominik Borutzki spielte in der Kindheit beim TSV Heimaterde Mülheim, bevor er mit dreizehn Jahren zu Rot-Weiß Oberhausen ging. Dort durchlief er die weiteren Jugendjahre und trainierte bereits als A-Jugendlicher mit der Zweitligamannschaft.
Als der Abwehrspieler im Jahr darauf endgültig in den Seniorenbereich wechselte, warf ihn gleich zu Beginn der Saison 2009/10 eine Knieoperation zurück. Bis zum Saisonende gelang ihm der Anschluss an die erste Mannschaft nicht mehr. Das Verletzungspech blieb ihm treu und nach einem Mittelfußbruch verpasste er auch den Beginn der folgenden Saison. Um seine Form wiederzufinden und sich für eine Weiterverpflichtung zu empfehlen, spielte er den Rest der Saison 2010/11 in der zweiten Mannschaft.
Sein Vertrag wurde verlängert und in der Saison 2011/12 gehörte er wieder zum erweiterten Kreis der ersten Mannschaft. Als am 16. Spieltag zwei Spieler gesperrt und zwei weitere verletzt waren, musste die Abwehr umgestellt werden und Borutzki bekam seine Chance von Beginn an gegen Arminia Bielefeld. Trotz einer klaren Niederlage behauptete er seinen Platz als rechter Verteidiger auch in den folgenden fünf Partien. Als Kapitän der Reservemannschaft kam er nach der Winterpause wieder in der Niederrheinliga zum Einsatz. Im Sommer 2013 schloss er sich dem Oberligisten TV Jahn Hiesfeld an. Nach zwei Spielzeiten wechselte er zum Ligakonkurrenten SV Hönnepel-Niedermörmter und nach dessen Abstieg aus der Oberliga 2017 zum VfB Speldorf.